# Мурич, Ариянет
Ариянет Анан Мурич (алб. Arijanet Samir Muriqi, черн. Arijanet Anan Murić; род. 7 ноября 1998, Шлирен, Цюрих) — косовский футболист, вратарь английского клуба «Ипсвич Таун» и национальной сборной Косова.

## Клубная карьера
Мурич начал карьеру в швейцарских молодёжных командах, таких как «ЯФ Ювентус», «Цюрих» и «Грассхоппер». В 2015 году он присоединился к молодёжной команде «Манчестер Сити». 27 июля 2017 года подписал трёхлетний контракт с «Манчестер Сити».
31 июля 2018 года Ариянет отправляется в аренду в нидерландский НАК Бреда. 18 августа дебютировал в Эредивизи в матче против «Де Графсхапа», а 22 августа «Манчестер Сити» отозвал его из аренды. В июле 2019 года отправляется в новую аренду, на этот раз в английский «Ноттингем Форест».
1 февраля 2021 года перешёл в «Виллем II» на правах аренды.
1 августа 2021 года был отдан в аренду на сезон в клуб «Адана Демирспор». 10 дней спустя он дебютировал в турецкой Суперлиге в домашнем матче против «Фенербахче», в котором вышел в основном составе.

## Достижения
«Манчестер Сити»
- Обладатель Кубка Англии: 2018/19
- Обладатель Кубка Английской футбольной лиги: 2018/19